# Schneeflöckchen (Oper)
Schneeflöckchen (russisch Снегурочка, wiss. Transliteration Sneguročka) ist eine Oper in einem Prolog und vier Akten von Nikolai Rimski-Korsakow, der auch das Libretto verfasste. Die Oper basiert auf dem gleichnamigen Märchendrama von Alexander Ostrowski, in dem die Titelheldin Sneguročka aus dem russischen Märchen im Zentrum der Handlung steht. Die Oper wurde in ihrer ersten Fassung 1882 in St. Petersburg uraufgeführt, Rimski-Korsakow selbst überarbeitete die Oper zu einer zweiten Fassung, die 1898 ebendort uraufgeführt wurde. Die Oper wird heute in der zweiten Fassung gespielt. In der Oper spielt das Ballett eine große Rolle, mit dem die märchenhaften Elemente transportiert werden.

## Handlung

### Prolog
Auf einem Hügel beim Dorf Berendei
Ein Waldgeist verkündet um Mitternacht, dass der Frühling vor der Tür steht. Die Frühlingsfee erscheint und klagt den Vögeln ihr Leid: Sie müsse sich von ihrer Tochter Schneeflöckchen trennen, deren Vater König Frost ist. Der Sonnengott Jarilo hat Schneeflöckchen zum Tode durch Schmelzen verurteilt. Dieses Urteil werde vollstreckt, sobald Schneeflöckchen sich einem irdischen Menschen in Liebe hingebe. Nur wenn sie den Sommer in Unschuld verbringe, könne Schneeflöckchen den nächsten Winter erleben.
König Frost und die Frühlingsfee lassen ihre Tochter bei einem Bauernpaar zurück. Schneeflöckchen fühlt sich im Dorf wohl, besonders der junge Schafhirt Lel gefällt ihr. Sie ahnt nichts von der Gefahr, in der sie durch die ihr unbekannte Liebe schwebt. König Frost verschwindet nach Sibirien, und in Begleitung der fröhlichen Dörfler erscheint der Faschingspopanz. Alle begrüßen den Frühling.

### Erster Akt
In Berendei
Der Hirte Lel singt für Schneeflöckchen ein Lied, ist aber zu schüchtern, sie anzusprechen. Schneeflöckchen ist darüber traurig, als ihre Freundin Kupawa vorbeikommt. Kupawa hat sich mit Misgir verlobt, der auch dazukommt. Misgir macht nun aber Schneeflöckchen schöne Augen. Die empörte Braut bittet die Bienen, sie an ihrem treulosen Verlobten zu rächen. Das Volk rät Kupawa jedoch, beim Zaren um Hilfe zu bitten.

### Zweiter Akt
Innenraum des Zarenpalastes

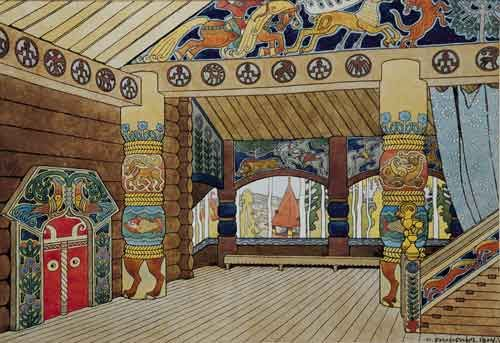
Zarenpalast nach einem Bühnenbild von Iwan Bilibin

Musik von Gusli-Spielern erklingt zu Ehren des Zars von Berendei. Der Zar ist besorgt, denn der Sonnengott Jarilo ist zornig auf sein Volk. Um ihn zu besänftigen, beschließt der Zar, den Folgetag zum  „Tag des Jarilo“ zu erklären, an dem die jungen Leute im Dorf traditionell heiraten.
Kupawa tritt vor den Zaren und berichtet von ihrem Unglück. Der Zar lässt den treulosen Verlobten Misgir vorladen, der sein Handeln mit der Schönheit Schneeflöckchens verteidigt. Um die Plausibilität dieses Arguments zu erhöhen, hat er Schneeflöckchen gleich zur Ansicht mitgebracht. Auch Schneeflöckchen äußert sich, in ihrer Unschuld wird deutlich, dass sie weder die Liebe noch die daraus resultierende Gefahr kennt. Der Zar versteht nun den Ärger Jarilos und beschließt, dass jeder junge Mann im Dorf versuchen soll, Schneeflöckchen für sich zu gewinnen. Der Sieger mag sie heiraten. So lange bleibt Misgir frei, auch Kupawa und Schneeflöckchen versöhnen sich.

### Dritter Akt
Im heiligen Wald
Auf einer Lichtung im heiligen Wald von Berendei feiern die Dörfler den Sommeranfang. Bei einem Wettsingen gewinnt der Hirte Lel. Als Preis bestimmt der Zar das Vorrecht, eine Braut seiner Wahl auszusuchen. Lel wählt Kupawa, gegenüber der schöneren Schneeflöckchen ist er misstrauisch. Kupawa überlässt dem traurigen Schneeflöckchen großzügig ihren neuen Bräutigam Lel. Nun umwirbt Misgir Schneeflöckchen, die versteht sein Ansinnen jedoch nicht. Als Schneeflöckchen auch noch Kupawa und Lel gemeinsam beobachtet, ist sie vollends verwirrt.

### Vierter Akt
Im Tal von Jarilo
Schneeflöckchen läuft zu ihrer Mutter und fragt, was es mit der Liebe auf sich hat. Die Frühlingsfee bekränzt ihre Tochter und schickt sie zu Misgir. Nun fühlt Schneeflöckchen die Liebe. Der Zar segnet das neue Paar, doch die aufgehende Sonne gefährdet das von Liebe erfüllte Schneeflöckchen. Sie kann ihrer Mutter gerade noch für die Liebe danken, da ist es um sie geschehen. Schneeflöckchen vergeht. Der entsetzte Misgir stürzt sich verzweifelt in den See. Lel singt eine Hymne auf die Sonne, die Dörfler stimmen ein.

## Trivia
Der Asteroid (2998) Berendeya wurde nach dem Ort der Handlung benannt.